# فیات زیرو
فیات زیرو (Fiat Zero) خودرویی است که در سال‌های ۱۹۱۲ تا ۱۹۱۵در تورین و ایتالیا تولید شده‌است.
این خودرو در کلاس خودرو کامپکت قرار گرفته، طراحی آن خودروهای موتور جلو-محور عقب بوده طول آن در حالت طبیعی ۳٬۶۶۰ میلیمتر (۱۴۴٫۱ اینچ)، عرض آن در حالت طبیعی ۱٬۴۵۰ میلیمتر (۵۷٫۱ اینچ) و  وزن آن در حالت طبیعی ۹۰۰ کیلوگرم (۱٬۹۸۴ پوند)  است. 